# MV Seabourn Encore
El MV Seabourn Encore es un crucero de lujo operado por Seabourn Cruise Line. Fue construido por los astilleros Fincantieri en Italia. El primero de una nueva clase de barcos un 26% más grande que los tres barcos de la clase Odyssey de Seabourn, tiene capacidad para un 34% más de pasajeros, en base a ocupación doble. Fue entregado el 30 de noviembre de 2016. Es un barco gemelo del MV Seabourn Ovation.